# Слънчев терминатор
Вижте пояснителната страница за други значения на Терминатор.
Слънчевият терминатор е границата между осветената и неосветената от Слънцето част на астрономически обект. За наблюдател на самия обект, терминаторът е границата между деня и нощта, „зоната на полумрака“. Математически се дефинира като геометричното място на точките от повърхността на обекта, които като се свържат с центъра на Слънцето дават прави, които са допирателни на повърхността на обекта. Скоростта на движение на терминатора по земната повърхност се определя главно от денонощното въртене на Земята, но момента, в който терминаторът преминава през дадена георграфска точка в два последователни дни (освен ако не са близо до слънцестоене), се променя малко, вследствие на въртенето на Земята около Слънцето.
Наблюденията на терминатора на други небесни тела могат да ни дадат информация за обекта: например, размит терминатор може да означава, че тялото има атмосфера.
Радиолюбителите използват полумрака, за да правят връзки на дълги разстояния: при добри условия, радиовълните могат да се разпространяват по терминатора до точката, намираща се от обратната страна на земното кълбо.
Терминаторът сключва най-голям ъгъл с екватора по време на слънцестоянията, приблизително 23.5°.
. Терминаторът е размит, което съответства на плавния преход между ден и нощ на повърхността, т.е. на полумрака.
С изключение на полетите, минаващи недалеч от полюса, Конкорд и Туполев Ту-144 са единствените пътнически самолети, които са се движили по-бързо от терминатора. На някои трансатлантически полети от Париж или Лондон, непосредствено след залез, е възможно да се види изгрева на Слънцето от запад.